# Scuderia Eugenio Castellotti
La Scuderia Eugenio Castellotti è stata una scuderia e costruttore di motori di Formula 1, attiva nel 1960, con sede a Lodi.

## Storia
La scudera venne fondata nel 1958 in memoria del pilota lodigiano Eugenio Castellotti, morto tragicamente nel marzo 1957 all'aerautodromo di Modena mentre provava una Ferrari.
Grazie all'aiuto di Enzo Ferrari, la casa di Maranello concesse in uso gratuito una biposto Dino 196/S 2.0 a sei cilindri, con cui Giulio Cabianca vinse subito al debutto la Coppa Sant'Ambroeus a Monza. In seguito, la scuderia partecipò ad alcune gare del Mondiale Marche e gare in salita con Giulio Cabianca e Giorgio Scarlatti.

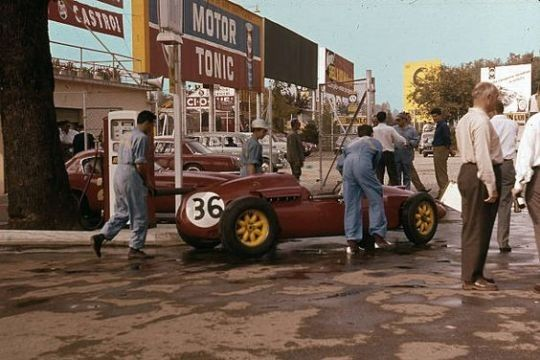
La Cooper-Maserati 36 di Giulio Scarlatti al GP d'Italia 1960

Nel 1960 la Scuderia Castellotti utilizzò vetture con telaio Cooper T51 e motori Ferrari Tipo 553 2.0 R4 (già usati dalla Ferrari "Super Squalo" del 1955), modificati e ribattezzati come "Castellotti", che ne aumentarono la capacità a 2,5 litri. Le vetture con motore Castellotti erano facilmente distinguibili dagli altri modelli Cooper T51, in quanto il tubo di scarico era posizionato sul lato sinistro dell'auto, mentre tutti gli altri modelli lo avevano sul lato destro. La squadra prese parte a quattro Gran Premi della stagione 1960. I suoi piloti furono: Gino Munaron, Giorgio Scarlatti, Giulio Cabianca e Pete Lovely. Cabianca giunse al quarto posto nel Gran Premio d'Italia 1960, piazzando così la Cooper-Castellotti al 6º posto del Campionato Costruttori 1960 con tre punti.
La Scuderia Castellotti presentò al Gran Premio di Modena 1960 di Formula 2 la debuttante autovettura De Tomaso F2 con motore posteriore Alfa Romeo Giulietta, guidata da Roberto Bussinello, che però subì un incidente nelle prove libere.
Nel 1961 la Ferrari regalò alla scuderia un motore 4 cilindri da 3000cc per partecipare alla Formula Intercontinentale, il cui debutto sarebbe stato a Silverstone. Tuttavia, per una tragica coincidenza, anche Giulio Cabianca morì in un incidente in prova a bordo di una Ferrari e nello stesso aerautodromo di Modena in cui morì Eugenio Castellotti. Poco dopo, la Scuderia Castellotti venne chiusa e liquidata.

## Risultati
| Anno | Vettura    | Motore      | Gomme | Piloti    |  |    |  |  |  |     |    |  |     |  |  |  |  |  |  |  |  |  |  |  |  |  |  |  | Punti | Pos. |
| ---- | ---------- | ----------- | ----- | --------- |  | -- |  |  |  | --- | -- |  | --- |  |  |  |  |  |  |  |  |  |  |  |  |  |  |  | ----- | ---- |
| 1960 | Cooper T51 | Castellotti | D     | Scarlatti |  | NQ |  |  |  |     |    |  |     |  |  |  |  |  |  |  |  |  |  |  |  |  |  |  | 3     | 6º   |
| 1960 | Cooper T51 | Castellotti | D     | Munaron   |  | NQ |  |  |  | Rit | 15 |  | Rit |  |  |  |  |  |  |  |  |  |  |  |  |  |  |  | 3     | 6º   |
| 1960 | Cooper T51 | Castellotti | D     | Cabianca  |  |    |  |  |  |     |    |  | 4   |  |  |  |  |  |  |  |  |  |  |  |  |  |  |  | 3     | 6º   |